# Campionati del mondo di atletica leggera 2011 - Salto con l'asta femminile
La gara di salto con l'asta si è svolta su due giorni: qualificazioni la mattina del 28 agosto e finale la sera del 30 agosto 2011. Il titolo è stato conquistato, con la misura di 4,85 m, dall'atleta brasiliana Fabiana Murer, davanti alla tedesca Martina Strutz e alla russa Svetlana Feofanova. Fuori dal podio la campionessa del mondo uscente, la polacca Anna Rogowska, la detentrice del record del mondo, la russa Elena Isinbaeva, e la primatista stagionale, la statunitense Jennifer Suhr.

## Podio
| #       | Atleta             | Nazionalità | Misura |
| ------- | ------------------ | ----------- | ------ |
| Oro     | Fabiana Murer      | Brasile     | 4,85   |
| Argento | Martina Strutz     | Germania    | 4,80   |
| Bronzo  | Svetlana Feofanova | Russia      | 4,75   |

## Finale
La finale si è svolta il 30 agosto 2011, iniziando alle ore 19.02 UTC+9 e terminando alle 21.12.
| #       | Atleta                 | Nazionalità | 4,30 | 4,45 | 4,55 | 4,65 | 4,70 | 4,75 | 4,80 | 4,85 | 4,90 | 4,92 | Misura | Note                                     |
| ------- | ---------------------- | ----------- | ---- | ---- | ---- | ---- | ---- | ---- | ---- | ---- | ---- | ---- | ------ | ---------------------------------------- |
| Oro     | Fabiana Murer          | Brasile     | -    | -    | o    | o    | -    | o    | xo   | o    | xx-  | x    | 4,85   | Record sudamericano                      |
| Argento | Martina Strutz         | Germania    | -    | xo   | o    | o    | o    | xo   | o    | x-   | xx   |      | 4,80   | Record nazionale                         |
| Bronzo  | Svetlana Feofanova     | Russia      | -    | o    | o    | o    | -    | o    | xxx  |      |      |      | 4,75   | Miglior prestazione personale stagionale |
| 4       | Jennifer Suhr          | Stati Uniti | -    | -    | o    | -    | xo   | xxx  |      |      |      |      | 4,70   |                                          |
| 5       | Yarisley Silva         | Cuba        | -    | o    | o    | o    | xxo  | -    | xxx  |      |      |      | 4,70   | Record nazionale                         |
| 6       | Elena Isinbaeva        | Russia      | -    | -    | -    | o    | -    | x-   | xx   |      |      |      | 4,65   |                                          |
| 7       | Jirina Ptácniková      | Rep. Ceca   | o    | o    | xo   | o    | xxx  |      |      |      |      |      | 4,65   | Miglior prestazione personale stagionale |
| 8       | Nikoléta Kiriakopoúlou | Grecia      | o    | -    | o    |      | xo   | xxx  |      |      |      |      | 4,65   |                                          |
| 9       | Silke Spiegelburg      | Germania    | -    | xxo  | xo   | xxo  | xxx  |      |      |      |      |      | 4,65   |                                          |
| 10      | Kristina Gadschiew     | Germania    | o    | o    | o    | xxx  |      |      |      |      |      |      | 4,55   |                                          |
| 10      | Monika Pyrek           | Polonia     | -    | o    | o    | xxx  |      |      |      |      |      |      | 4,55   |                                          |
| 10      | Anna Rogowska          | Polonia     | -    | o    | o    | -    | xxx  |      |      |      |      |      | 4,55   |                                          |